# 毛脉假毛蕨
毛脉假毛蕨（学名：Pseudocyclosorus pseudorepens）为金星蕨科假毛蕨属下的一个种。

## 扩展阅读
維基物種上的相關：毛脉假毛蕨